# Hiroshi Yamamura
Pour les articles homonymes, voir Yamamura.
Hiroshi V. Yamamura est un homme politique marshallais.

## Biographie
Il est ministre des Travaux publics depuis 2012 et représentant d'Utirik au Nitijela.